# 薩米特鎮區 (密歇根州梅森縣)
薩米特鎮區（英語：Summit Township）是位於美國密歇根州梅森縣的一個行政鎮區。

## 地方資料
薩米特鎮區的面積為37.01平方千米，當中陸地面積為33.15平方千米，而水域面積為3.86平方千米。根據2020年美國人口普查的數據，當地共有人口995人，而人口密度為每平方千米26.88人。